# Epidemia (ordinamento penale italiano)
La diffusione di agenti patogeni nell'ambiente è, nel diritto penale italiano,  un delitto contro l'incolumità pubblica.
Secondo l'articolo 438 codice penale:
In passato, se dal fatto derivava la morte di persone era prevista la pena capitale ma questa pena è stata eliminata dall'ordinamento italiano e quindi è subentrata la pena dell'ergastolo.